# Route 117 (Québec)
Die Route 117 ist eine Nationalstraße (Route nationale) der kanadischen Provinz Québec und führt von Montréal über Laval durch die Verwaltungsregionen Laurentides, Outaouais und Abitibi-Témiscamingue zur Provinzgrenze von Ontario. Von Ontario bis nach Sainte-Agathe-des-Monts bildet die Route 117 ein Teilstück des Trans-Canada-Highway.

## Streckenbeschreibung
Die 661 km lange Überlandstraße führt von Montréal über Laval in nördlicher Richtung nach Sainte-Agathe-des-Monts. Sie verläuft weiter in nordwestlicher Richtung über Mont-Tremblant, Mont-Laurier und Val-d’Or nach Rouyn-Noranda. Nach weiteren 40 km erreicht sie die Provinzgrenze zu Ontario. Der Ontario Highway 66 bildet die westliche Fortsetzung.